# Championnat de Tunisie de football 1982-1983
Navigation
Saison précédente Saison suivante
La saison 1982-1983 du Championnat de Tunisie de football était la 28e édition de la première division tunisienne à poule unique, la Ligue Professionnelle 1. Les quatorze meilleurs clubs tunisiens jouent les uns contre les autres à deux reprises durant la saison, à domicile et à l'extérieur. En fin de saison, les 2 derniers du classement sont relégués et les 2 meilleurs clubs de Ligue Professionnelle 2 sont quant à eux promus en D1.
Le CS sfaxien reprend le titre de champion de Tunisie, remporté la saison dernière par l'Espérance de Tunis, après avoir fini en tête du championnat, avec un seul point d'avance sur le Club Africain et 4 sur le tenant du titre. C'est le 5e titre du CS Sfaxien en championnat.

## Les 14 clubs participants
| - Sfax railway sport - Club sportif de Korba - Promu de LP2 - Club africain - Espérance sportive de Tunis - Étoile sportive du Sahel - CA bizertin - Club Sportif de Hammam-Lif | - Union sportive monastirienne - Stade tunisien - CS sfaxien - Océano Club de Kerkennah - Avenir sportif de La Marsa - Stade gabésien - Promu de LP2 - Jeunesse sportive kairouanaise |

## Compétition

### Classement
Le barème de points servant à établir le classement se décompose ainsi :
- Victoire : 3 points
- Match nul : 2 points
- Défaite : 1 point

| Rang | Équipe                          | Pts | J  | G  | N  | P  | Bp | Bc | Diff |
| ---- | ------------------------------- | --- | -- | -- | -- | -- | -- | -- | ---- |
| 1    | CS sfaxien                      | 64  | 26 | 15 | 8  | 3  | 33 | 10 | +23  |
| 2    | Club Africain                   | 63  | 26 | 13 | 11 | 2  | 52 | 16 | +36  |
| 3    | Espérance sportive de Tunis (T) | 60  | 26 | 12 | 10 | 4  | 40 | 16 | +24  |
| 4    | Stade tunisien                  | 56  | 26 | 10 | 10 | 6  | 21 | 14 | +7   |
| 5    | CA bizertin                     | 54  | 26 | 10 | 8  | 8  | 27 | 24 | +3   |
| 6    | Étoile sportive du Sahel (C)    | 53  | 26 | 10 | 7  | 9  | 24 | 24 | 0    |
| 7    | Club Sportif de Hammam-Lif      | 51  | 26 | 8  | 9  | 9  | 32 | 28 | +4   |
| 8    | Jeunesse sportive kairouanaise  | 51  | 26 | 7  | 11 | 8  | 23 | 25 | -2   |
| 9    | Sfax railway sport              | 50  | 26 | 4  | 16 | 6  | 23 | 24 | -1   |
| 10   | Union sportive monastirienne    | 50  | 26 | 8  | 8  | 10 | 20 | 23 | -3   |
| 11   | Avenir sportif de La Marsa      | 48  | 26 | 7  | 8  | 11 | 20 | 30 | -10  |
| 12   | Stade gabésien (P)              | 46  | 26 | 7  | 6  | 13 | 18 | 44 | -26  |
| 13   | Océano Club de Kerkennah        | 44  | 26 | 3  | 12 | 11 | 11 | 33 | -22  |
| 14   | Club sportif de Korba (P)       | 38  | 26 | 3  | 6  | 17 | 14 | 47 | -33  |

|  | Qualification pour la Coupe des clubs champions 1984                                         |
|  | Qualification pour la Coupe des Coupes 1984                                                  |
|  | Relégation directe en deuxième division                                                      |
|  | (T) Tenant du titre (C) Vainqueur de la Coupe de Tunisie (P) Club promu de deuxième division |

## Bilan de la saison
| Championnat de Tunisie de football 1982-1983 |                          |
| Champion                                     | CS sfaxien (5e titre)    |
| Coupes et trophées                           |                          |
| Vainqueur de la Coupe de Tunisie 1982-1983   | Étoile sportive du Sahel |
| Qualifications continentales                 |                          |
| Coupe des clubs champions 1984               | CS sfaxien               |
| Coupe des Coupes 1984                        | Étoile sportive du Sahel |
| Promotions et relégations                    |                          |
| Promus en Ligue Professionnelle 1            | Stade sportif sfaxien    |
| Promus en Ligue Professionnelle 1            | Stade soussien           |
| Relégués en Ligue Professionnelle 2          | Club sportif de Korba    |
| Relégués en Ligue Professionnelle 2          | Océano Club de Kerkennah |